# Wydział Nauk Geograficznych i Geologicznych Uniwersytetu im. Adama Mickiewicza w Poznaniu
Wydział Nauk Geograficznych i Geologicznych Uniwersytetu im. Adama Mickiewicza w Poznaniu (WNGiG UAM) – jeden z 21 wydziałów Uniwersytetu im. Adama Mickiewicza w Poznaniu, kształcący studentów w ośmiu kierunkach zaliczanych do nauk geograficznych, na studiach stacjonarnych (dziennych) oraz niestacjonarnych (zaocznych). Mieści się on w dwóch budynkach na poznańskim Kampusie Morasko: w Collegium Geographicum (ul. Krygowskiego) oraz w Collegium Geologicum (ul. Krygowskiego).
W roku akademickim 2010/2011 na wydziale kształciło się 4321 studentów, co daje mu szóste miejsce wśród wydziałów uczelni.

## Historia
- 7 maja 1919 – powstanie Wydziału Filozoficznego Uniwersytetu Poznańskiego (budynek Collegium Maius), w którego strukturze działały m.in. Instytuty:
  - Geograficzny
  - Geologiczny
  - Mineralogiczny
  - Paleontologiczny

- 23 września 1925 – z Wydziału Filozoficznego wyodrębniają się dwa wydziały:
  - Wydział Matematyczno-Przyrodniczy
  - Wydział Humanistyczny

- 1 września 1951 – z Wydziału Matematyczno-Przyrodniczego wyodrębniają się dwa wydziały:
  - Wydział Matematyczno-Fizyczno-Chemiczny
  - Wydział Biologii i Nauk o Ziemi

- 1 września 1981 – Instytut Geografii zostaje podzielony na trzy Instytuty:
  - Badań Czwartorzędu
  - Geografii Fizycznej
  - Geografii Społeczno-Ekonomicznej

- 1 września 1984 – Wydział Biologii i Nauk o Ziemi zostaje podzielony na dwa wydziały:
  - Wydział Biologii
  - Wydział Nauk Geograficznych i Geologicznych

- 1 stycznia 1991 – na Wydział Nauk Geograficznych i Geologicznych składają się cztery Instytuty[3]:
  - Instytut Geografii Fizycznej i Kształtowania Środowiska Przyrodniczego
  - Instytut Geografii Społeczno-Ekonomicznej i Gospodarki Przestrzennej
  - Instytut Geologii
  - Instytut Paleogeografii i Geoekologii
- 1 października 1996 – powstaje Wydziałowa Pracownia Komputerowa
- 1 października 2000 – powstaje Centrum Edukacyjne Ochrony Środowiska i Zrównoważonego Rozwoju
- 1 października 2001 – powstaje Centrum Turystyki i Rekreacji
- 20 września 2004 – otwarcie pierwszej części Collegium Geographicum na Campusie Morasko.
- 23 kwietnia 2005 – Bal Pożegnanie Maiusa
- 6 marca 2006 – otwarcie drugiej części Collegium Geographicum na Campusie Morasko.
- 1 października 2019 - zarządzeniem Rektora UAM, z Wydziału został wydzielony Instytut Geografii Społeczno-Ekonomicznej i Gospodarki Przestrzennej, który funkcjonuje jako osobny wydział[4].

## Kierunki studiów

### Studia 1°
- geografia
- geografia (specjalność: geoinformacja)
- geografia (specjalność: kształtowanie środowiska przyrodniczego)
- geografia (specjalność: hydrologia, meteorologia i klimatologia)
- geoinformacja (studia inżynierskie)
- turystyka i rekreacja
- geologia
- geologia (specjalność: gospodarka zasobami mineralnymi i wodnymi)
- ochrona środowiska (studia międzywydziałowe)[5]

### Studia 2° i 3°
Po trzyletnich studiach licencjackich lub 3,5 – letnich inżynierskich (1°) można kontynuować naukę na dwuletnich magisterskich studiach uzupełniających (2°), których absolwenci uzyskują tytuł magistra. WNGiG umożliwia również kontynuowanie pięcioletniego cyklu nauczania na czteroletnich studiach doktoranckich (3°), po których uzyskać można stopień naukowy doktora.

## Władze Wydziału
W kadencji 2024–2028:
| Stanowisko                                            | Imię i nazwisko                   |
| ----------------------------------------------------- | --------------------------------- |
| Dziekan                                               | prof. dr hab. Grzegorz Rachlewicz |
| Prodziekan ds. studiów stacjonarnych                  | dr hab. Iwona Hildebrandt-Radke   |
| Prodziekan ds. nauki i rozwoju                        | dr hab. inż. Jędrzej Wierzbicki   |
| Prodziekan ds. kształcenia i studiów niestacjonarnych | dr hab. Alina Zajadacz            |

## Struktura organizacyjna

### Instytut Geoekologii i Geoinformacji
Dyrektor: dr hab. Mirosław Makohonienko
- Zakład Badań Kriosfery
- Zakład Biogeografii i Paleoekologii
- Zakład Geoinformacji
- Zakład Geologii i Paleogeografii Czwartorzędu
- Zakład Geomorfologii
- Zakład Monitoringu Środowiska Przyrodniczego
- Pracownia Ekologii i Monitoringu Mokradeł

### Instytut Geografii Fizycznej i Kształtowania Środowiska Przyrodniczego
Dyrektor: prof. dr hab. Leszek Kolendowicz
- Zakład Ekologii Krajobrazu
- Zakład Gleboznawstwa i Teledetekcji Gleb
- Zakład Geografii Kompleksowej
- Zakład Hydrologii i Gospodarki Wodnej
- Zakład Hydrometrii
- Zakład Kartografii i Geomatyki
- Zakład Klimatologii

### Instytut Geologii
Dyrektor: prof. dr hab. Błażej Berkowski
- Zakład Geologii Dynamicznej i Regionalnej
- Zakład Geologii Środowiskowej
- Zakład Hydrogeologii i Ochrony Wód
- Zakład Mineralogii i Petrologii
- Zakład Paleontologii i Stratygrafii
- Pracownia Geologii Inżynierskiej i Geotechniki

### Katedra Turystyki i Rekreacji
Kierownik: dr inż. Grzegorz Borkowski

### Stacje terenowe
| Stacja                                                                        | Kierownik                        |
| ----------------------------------------------------------------------------- | -------------------------------- |
| Stacja Zintegrowanego Monitoringu Środowiska Przyrodniczego „Różany Strumień” | dr hab. Maciej Major             |
| Stacja Geoekologiczna UAM w Storkowie                                         | dr hab. Józef Szpikowski         |
| Stacja Monitoringu Środowiska Przyrodniczego UAM w Białej Górze na Wolinie    | dr Jacek Tylkowski               |
| Stacja Terenowa w Czołpinie                                                   | dr Jolanta Czerniawska           |
| Stacja Terenowa Zakładu Klimatologii UAM na Mierzei Łebskiej                  | prof. dr hab. Leszek Kolendowicz |
| Stacja Ekologiczna UAM w Jeziorach                                            | dr hab. Mariusz Pełechaty        |
| Stacja Polarna UAM                                                            | mgr Krzysztof Rymer              |

### Jednostki wydziałowe
| Jednostka                                                        | Kierownik                    |
| ---------------------------------------------------------------- | ---------------------------- |
| Biblioteka WNGiG                                                 | mgr Wanda Stępska            |
| Wydziałowe Archiwum Kartograficzne                               | mgr Piotr Krawczyk           |
| Wydziałowa Pracownia Komputerowa                                 | mgr inż. Adam Młynarczyk     |
| Muzeum Ziemi                                                     | dr hab. Edward Chwieduk      |
| Wydziałowa Pracownia Dydaktyki Geografii i Edukacji Ekologicznej | dr hab. Iwona Piotrowska     |
| Laboratorium Hydrogeochemiczne                                   | prof. dr hab. Józef Górski   |
| Laboratorium Izotopowe                                           | prof. dr hab. Zdzisław Bełka |

## BudynekCollegium Geographicum

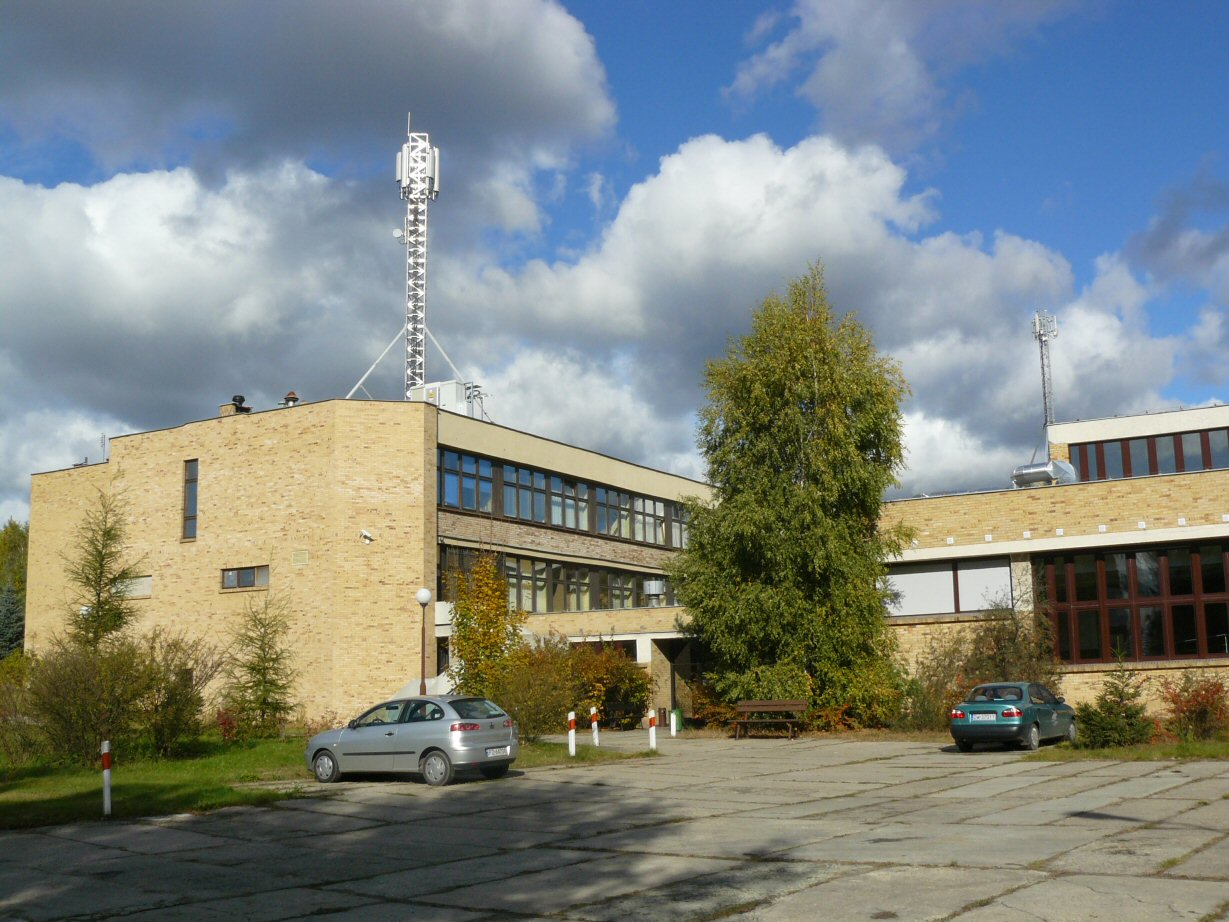
Wydział Nauk Geograficznych i Geologicznych (Collegium Geologicum)

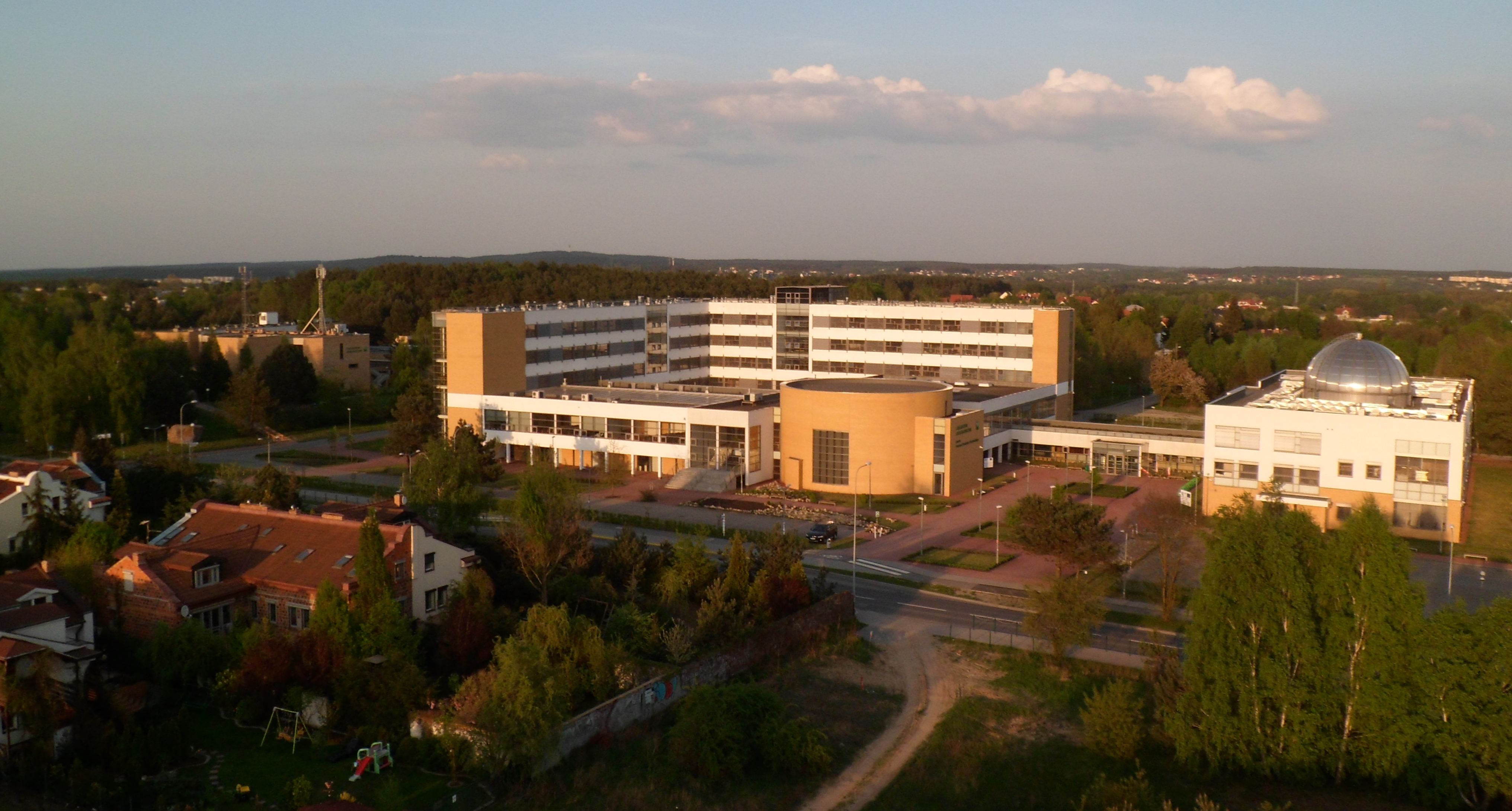
Budynki WNGiG widziane z wysokości 30 metrów

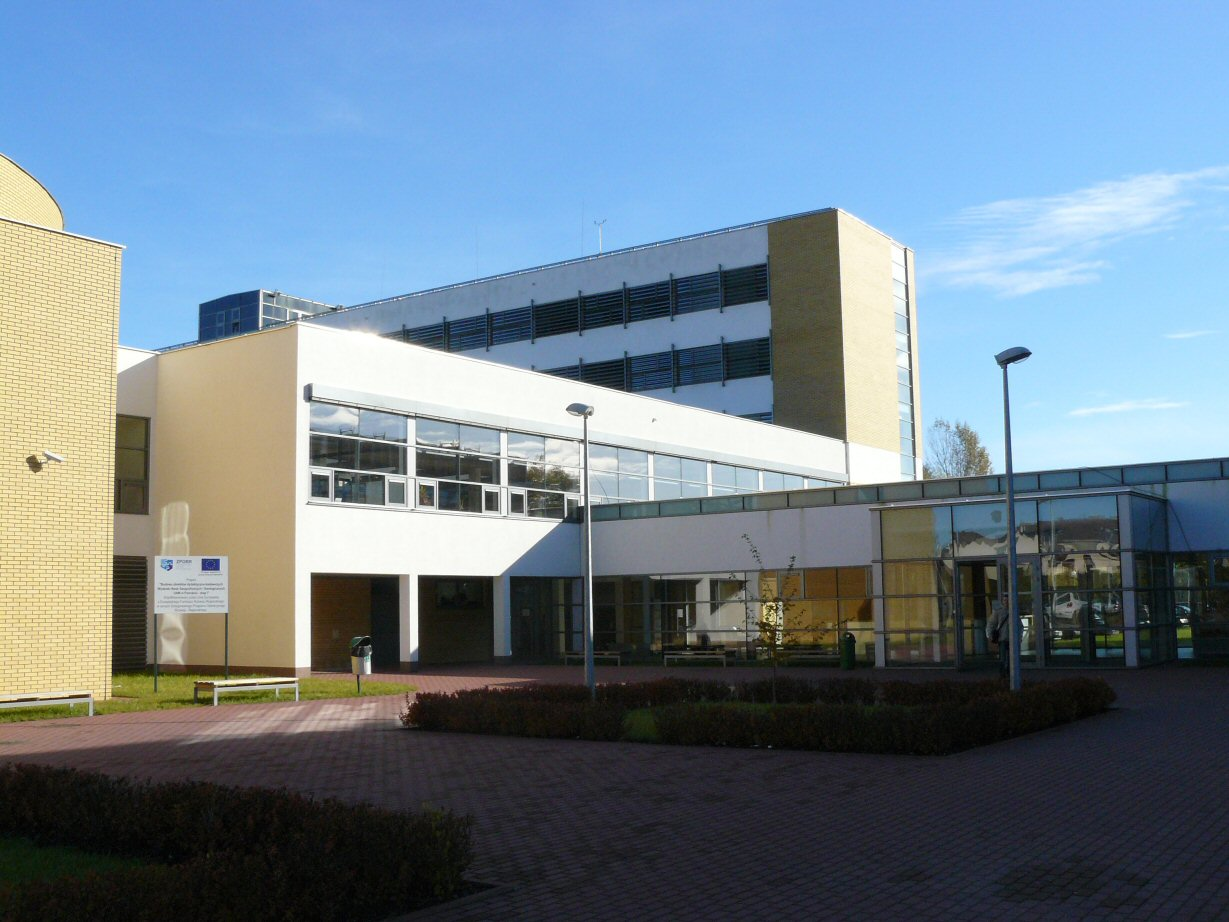
Budynek

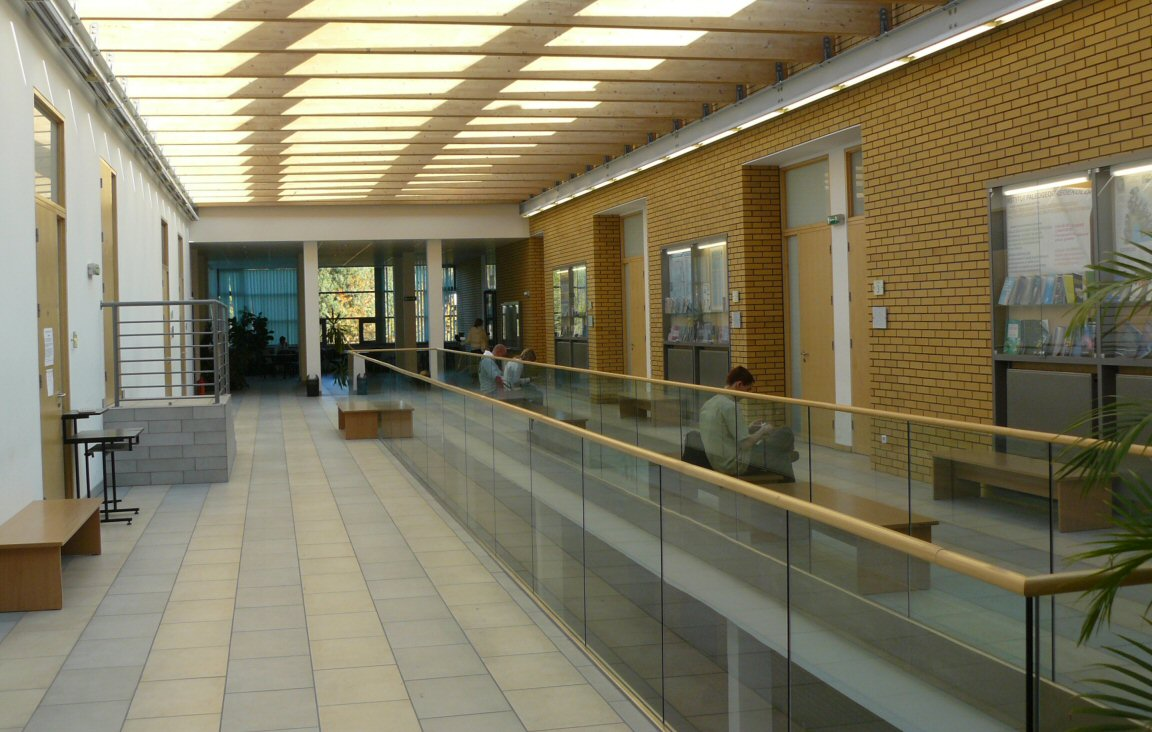
Wnętrze

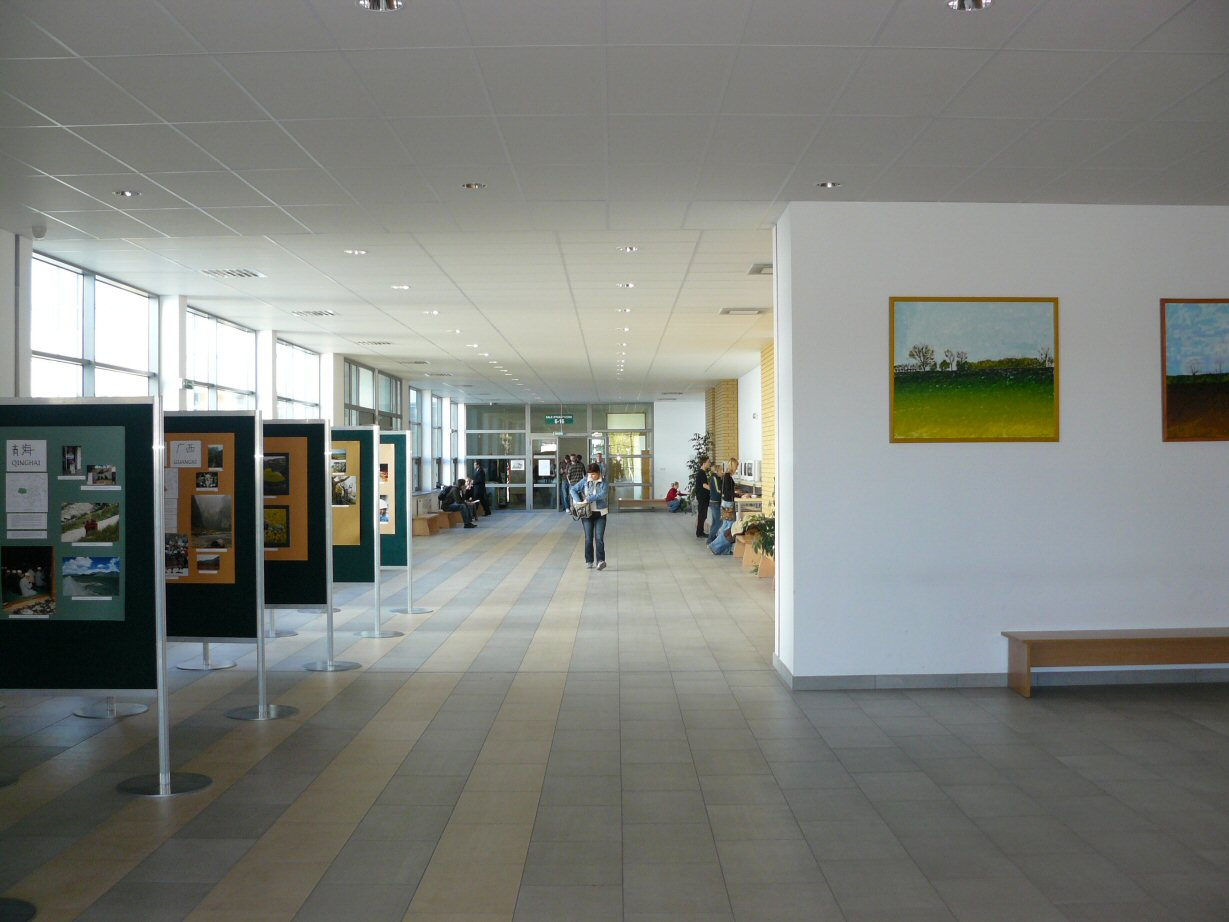
Wnętrze

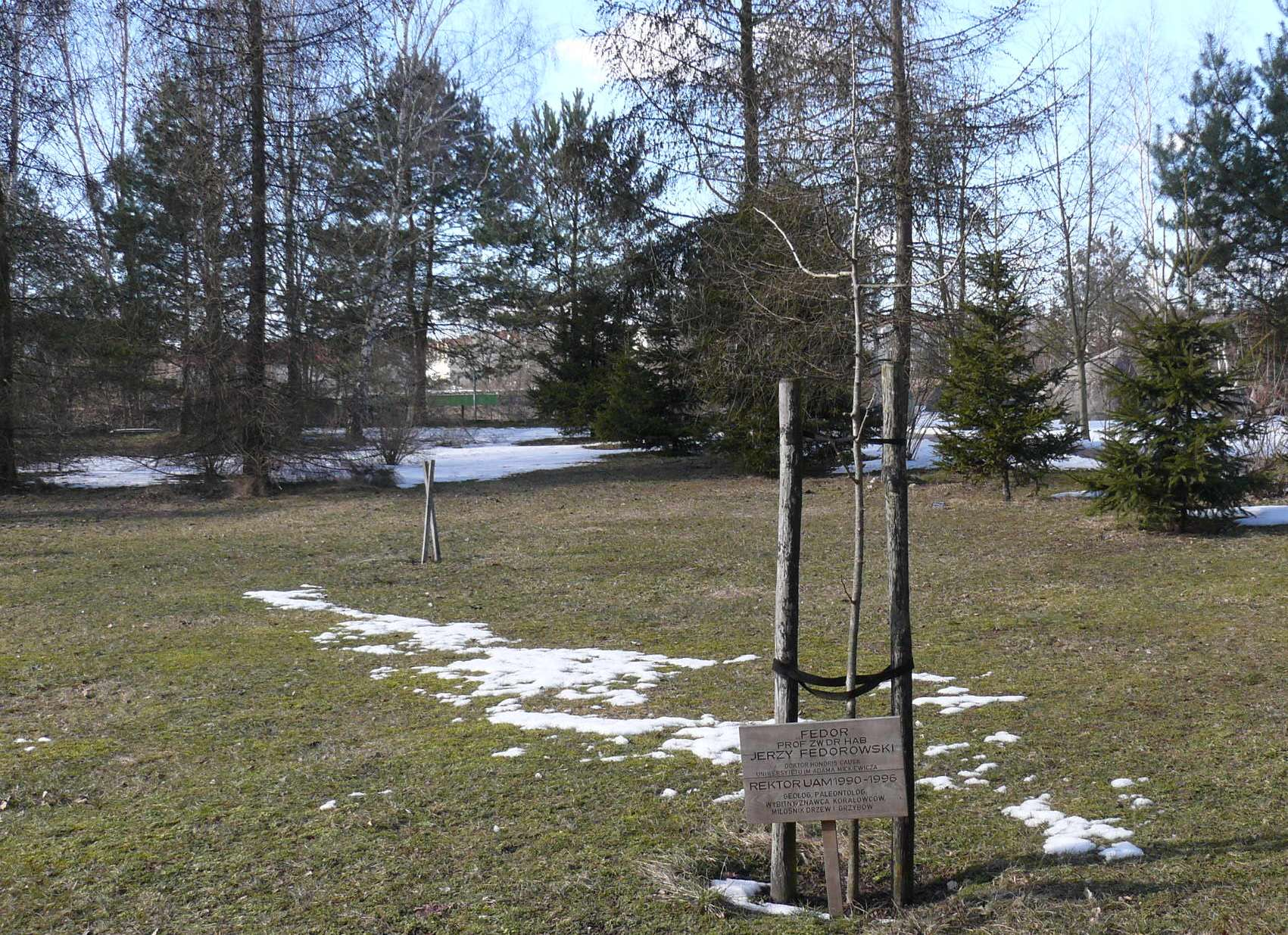
Dąb Fedor ku czci prof. Jerzego Fedorowskiego – przed budynkiem

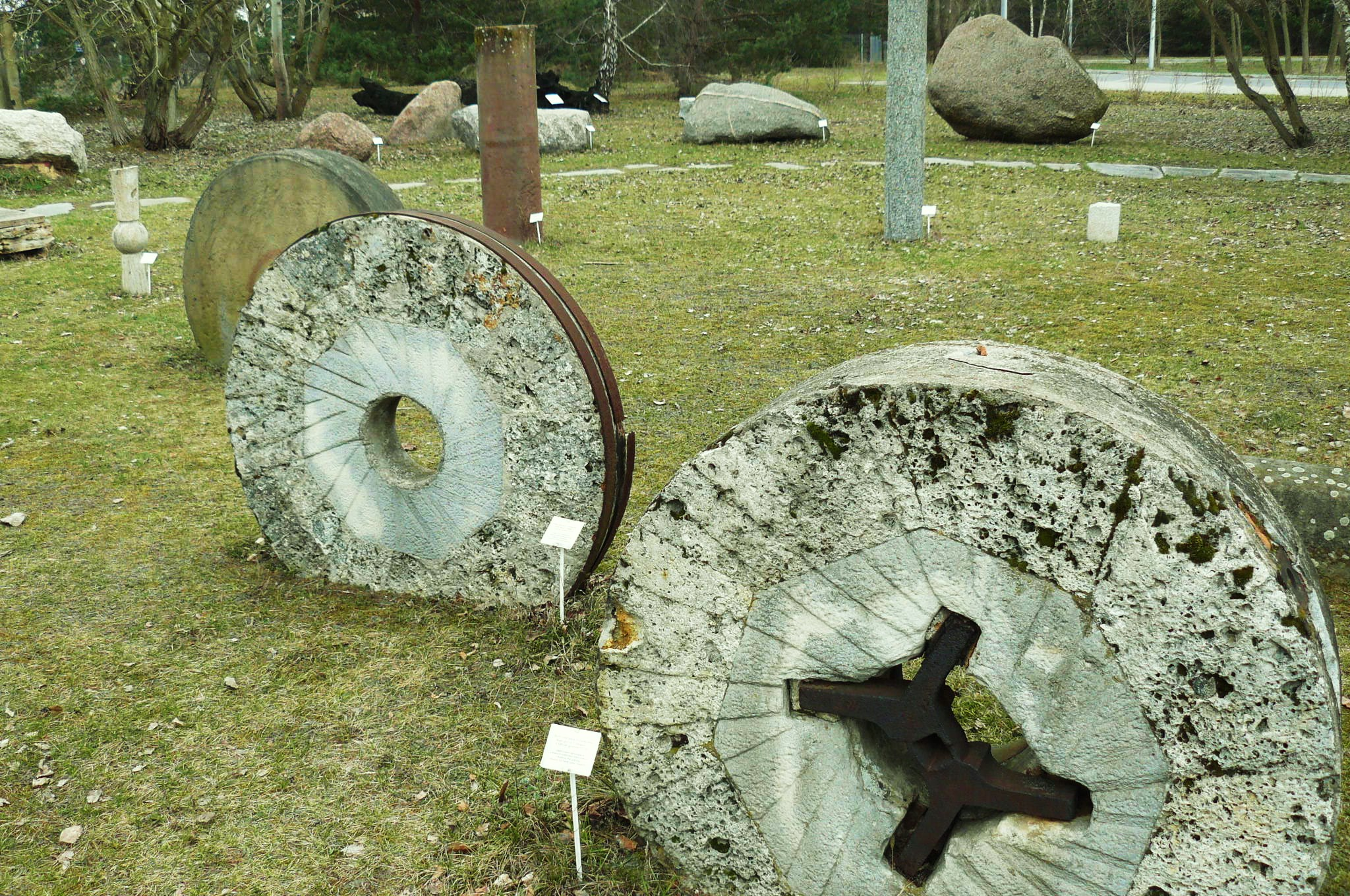
Kamienie młyńskie w Lapidarium UAM

### Budowa
Budowa obiektów dydaktyczno-badawczych była współfinansowana przez Unię Europejską, w ramach Europejskiego Funduszu Rozwoju Regionalnego. Część środków pochodziła z budżetu państwa (ze środków Zintegrowanego Programu Operacyjnego Rozwoju Regionalnego).
Budowę Collegium Geographicum rozpoczęto w listopadzie 2002 r. Zakończono ją w listopadzie 2005 r. Opracowaniem dokumentacji projektowo-kosztorysowej zajmowała się Architektoniczna Pracownia Autorska ARPA Jerzego Gurawskiego.

### Dane ogólne
- powierzchnia użytkowa: 11 855 m²
- kubatura: 55 597 m³

### Wnętrze
- sala audytoryjna (na 321 osób)
- sale wykładowe:
  - jedna 120-osobowa
  - dwie 80-osobowe
  - dwie 60-osobowe
- sale seminaryjne (na 25-30 osób)
- pracownie komputerowe
- biblioteka (wraz z czytelnią i pomieszczeniami towarzyszącymi)
- pokoje pracowników naukowych
- pomieszczenia administracyjne

## Czasopisma
WNGiG UAM wydaje następujące czasopisma:
- Badania Fizjograficzne nad Polską Zachodnią. badaniafizjograficzne.com.pl. [zarchiwizowane z tego adresu (2011-08-26)].
- Quaestiones Geographicae
- Geologos
- Geopolis. geoinfo.amu.edu.pl. [zarchiwizowane z tego adresu (2009-04-10)]. (Elektroniczne Czasopismo Geograficzne Instytutu Geografii Społeczno-Ekonomicznej i Gospodarki Przestrzennej)

## Adres
| Collegium Geographicum ul. Bogumiła Krygowskiego 10 61-680 Poznań | Collegium Geologicum ul. Bogumiła Krygowskiego 12 61-680 Poznań |